# Hamada
A nu se confunda cu "hamadă", formă de relief!

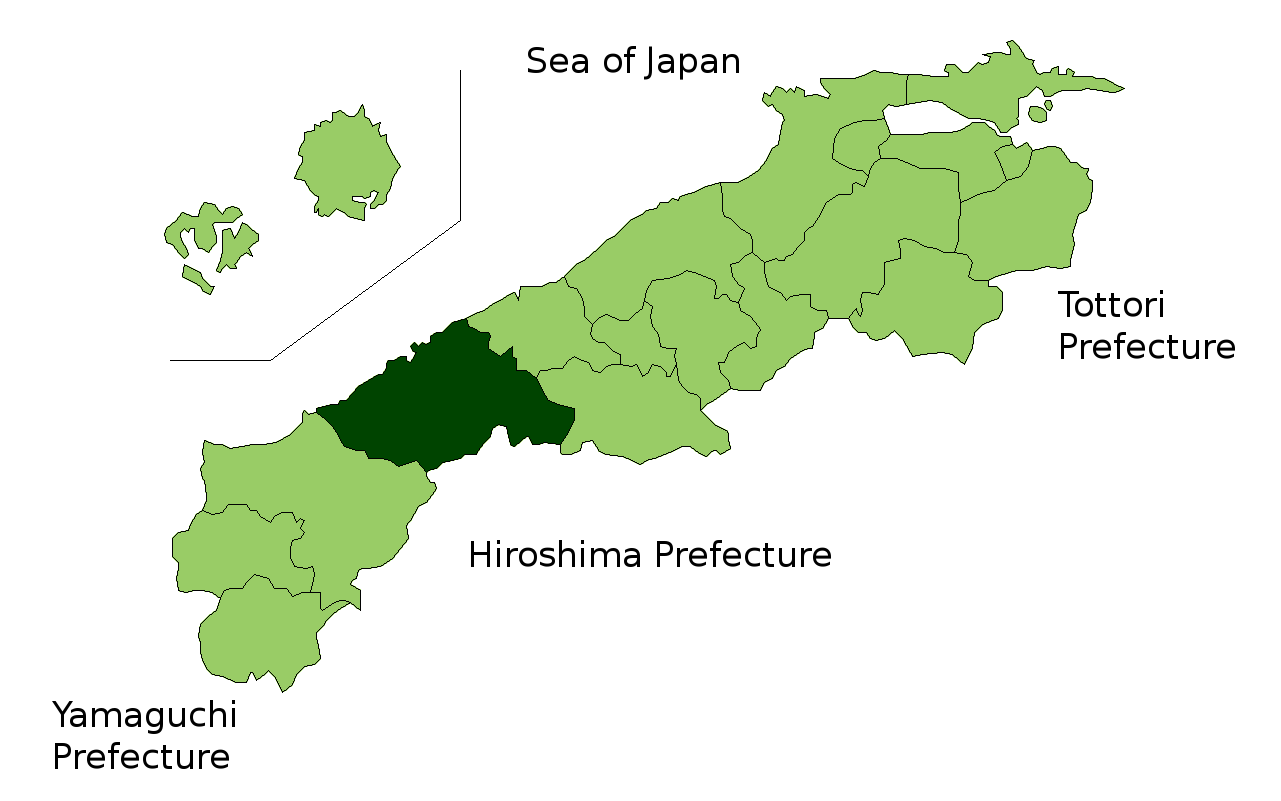

Hamada (浜田市 Hamada-shi?) este un municipiu din Japonia, prefectura Shimane.